# 喻義
喻義（？—？年），字宜之，南直隶常州府無錫縣人，軍籍。明朝政治人物。

## 生平
南宋工部员外郎喻樗第十三世孫。正德五年（1510年）庚午科應天府乡试第三名舉人，九年（1514年）甲戌科二甲第七十九名進士，授南京户部主事，累遷武昌知府。以母喪歸。嘉靖十二年（1533年）起補南寧府，在任五年致仕。